# Конституция на Аржентина
Конституцията на Аржентина е основният закон на страната и сред основните източници на съществуващото законодателство в Аржентина.
Първият вариант на Конституцията е приет от Конституционното събрание на Аржентина в гр. Санта Фе през 1853 г. Основните ѝ принципи са заимствани от Конституцията на САЩ.
Оттогава аржентинската конституция е претърпяла значителни реформи и промени – през 1860 г., 1866 г., 1898 г., 1949 г., 1957 г. и 1994 г.